# Acalyptris acontarcha
Acalyptris acontarcha là một loài bướm đêm thuộc họ Nepticulidae. Nó được miêu tả bởi Edward Meyrick năm 1926. Nó được tìm thấy ở Katwar, Ấn Độ. Cây chủ của nó là loài Hymenodictyon obovatum.